# Givoletto
Givoletto és un comune (municipi) de la ciutat metropolitana de Torí, a la regió italiana del Piemont, situat a uns 20 quilòmetres al nord-oest de Torí. A 1 de gener de 2019 la seva població era de 3.939 habitants.
Givoletto limita amb els següents municipis: La Cassa, San Gillio, Val della Torre i Varisella.